# 味王

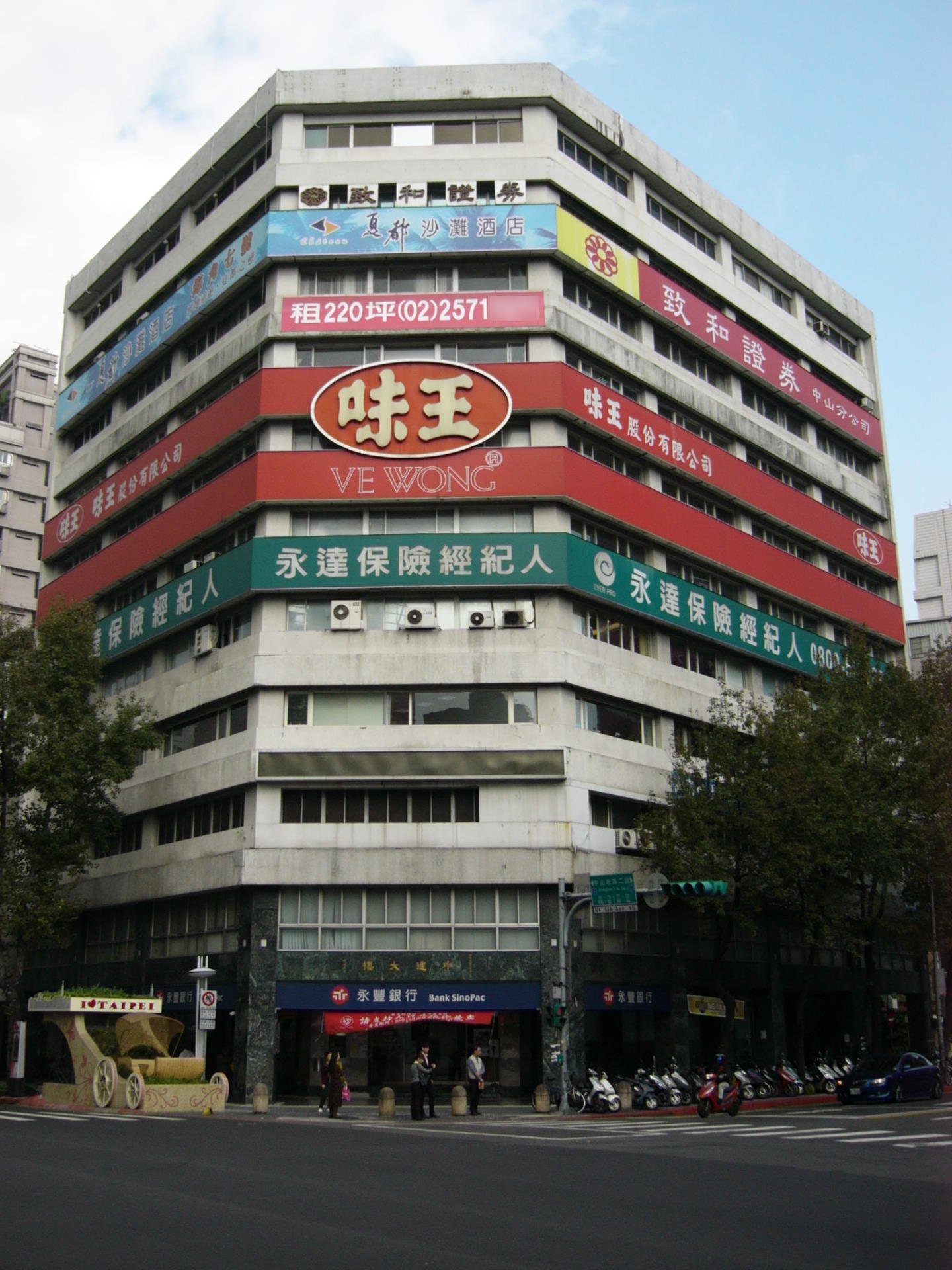
臺北市中山區「中建大樓」是味王總部所在地

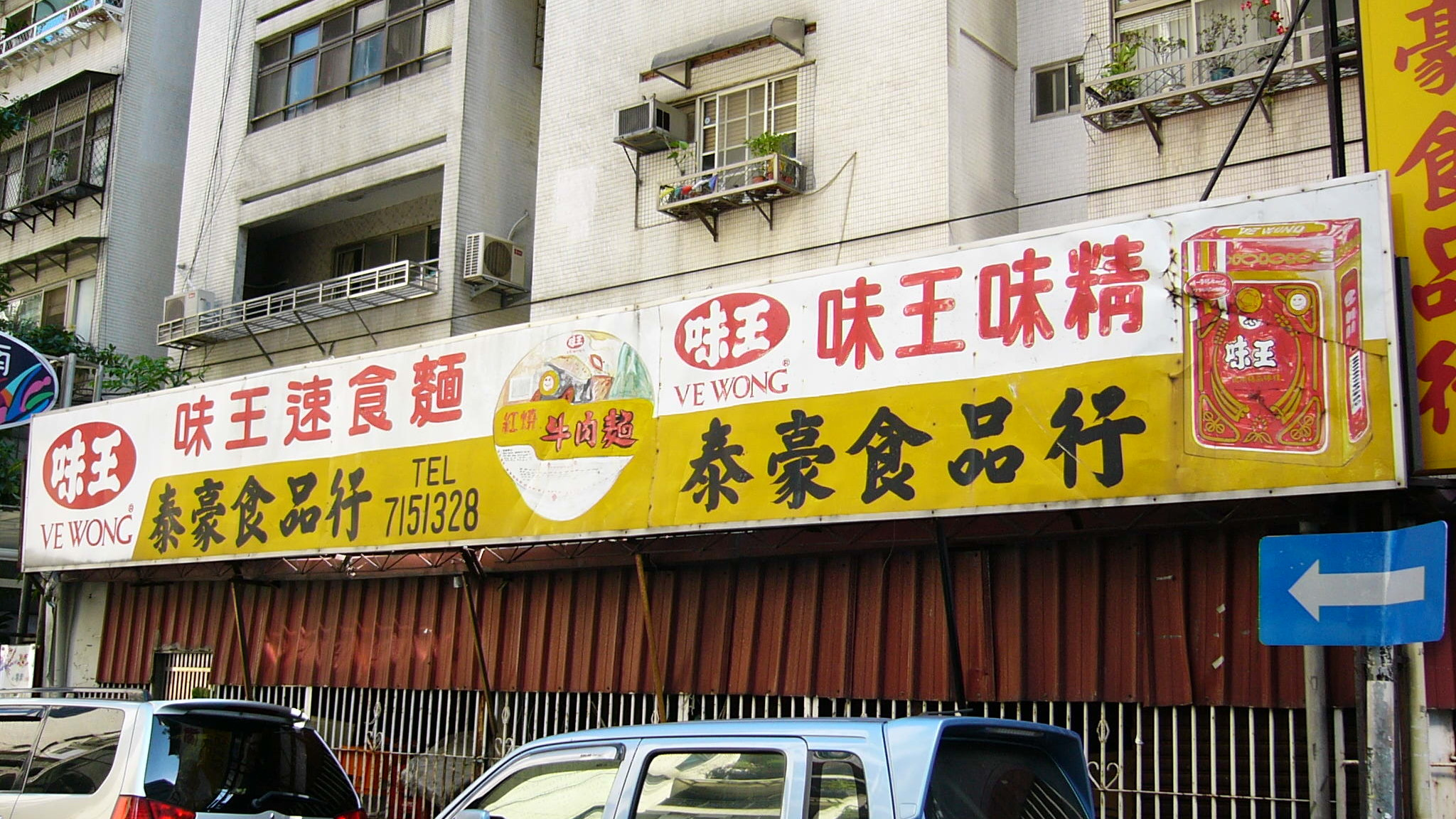
味王經銷店手繪招牌

味王股份有限公司（簡稱：味王，臺證所：1203），是臺灣一家成立於1959年的食品業者。其主要業務為食品製造、進出口及銷售等，業務範圍擴及東東南亞各地；其主要商品種類為味精、醬油與其他調味料以及速食麵、調理食品、飲料、罐頭、酒類等，「王子麵」與「味王味精」為其著名產品。已故名譽董事長穎川建忠是前臺灣「青果大王」陳查某的長子。

## 歷史

### 味精事業
1959年4月，臺灣企業界人士陳雲龍、陳逢源、侯雨利、陳查某、杜萬全、林木桂、許燦煌、賴世澤、葉山母等人集資在臺北市成立中國醱酵工業股份有限公司（簡稱「中國醱酵」）。 1959年9月，中國醱酵於臺北縣樹林鎮籌建味精生產工廠，命名為「臺北廠」，並與日本協和醱酵工業（2008年10月1日與麒麟化學合併改名協和發酵麒麟）技術合作，引進協和醱酵工業發明之專利醱酵技術和全套自動化設備。1960年8月，中國醱酵臺北廠建廠完成，開始生產「味王味精」。1964年，中國醱酵首次增資，擴建設備，增加產量，並申請股票上市。1964年8月24日，中國醱酵股票上市。1966年，中國醱酵與越南、泰國、菲律賓、印尼等東南亞華僑合作設廠生產味精。1967年11月26日，中國醱酵與泰國孔敬糖業（KSL）集團合資成立「泰國醱酵工業股份有限公司」（Thai Fermentation Industry Co., Ltd.）製造並銷售味精，中國醱酵持股49%，孔敬糖業集團持股51%。

### 速食食品、罐裝食品、醬油與麵筋
1970年，中國醱酵更名為味王醱酵工業股份有限公司（簡稱「味王醱酵」），並與日本明星食品（2006年11月15日，為日清食品收購）合作製造速食麵上市，其中包括王子麵。1972年，味王醱酵臺北廠設備已不敷多角化業務使用，故於雲林縣大埤鄉豐田工業區籌建新廠，命名為「豐田廠」。1975年，味王醱酵豐田廠第一期建廠計劃如期完成。1975年10月，味王醱酵豐田廠開始生產速食麵、「味王紫菜湯」（速食湯）、罐裝飲料；味王醱酵並繼續進行第二期建廠計劃，籌建醬油生產工廠。1978年，味王醱酵合併味王醬油罐頭工業股份有限公司，並將味王醬油罐頭位於臺北縣三重市的工廠更名為「三重廠」。1978年7月，味王醱酵豐田廠生產「金味王醬油」。1979年5月10日，味王醱酵更名為「味王股份有限公司」。1979年12月，味王轉投資1973年已成立的「冠軍股份有限公司」，其以味精「全王味精」、罐頭麵筋「冠軍麵筋」為著名產品。
1983年，味王從日本引進蒸煮調理包（Retort Pouch，又名「利多袋」）生產設備，率先推出採用蒸煮密封袋的速食麵「金味王紅燒牛肉麵」。1984年，味王在新竹市香山區增建速食麵生產工廠，命名為「新竹廠」。1984年8月，推出「速食名菜系列」調理包 與「金味王IG味精」。

### 海外擴展
1990年，味王臺北廠榮獲食品GMP（良好作業規範）標誌；味王豐田廠榮獲「防治工業污染績優工廠」。1991年，味王盈餘轉增資配股，資本額增至新臺幣1,687,977,000元，味王豐田廠榮獲醬油與速食麵之食品GMP標誌。1991年3月，味王與越南政府合資在胡志明市成立「西貢味王有限公司」（Saigon Ve Wong Co., Ltd.；簡稱「西貢味王」）。1993年，味王豐田廠飲料類與味王新竹廠速食麵類榮獲食品GMP標誌，西貢味王開始生產味精及速食麵，味王「強強滾」速食麵獲得1992國際行銷傳播經理人協會（MCEI）「行銷傳播卓越獎」亞洲區首獎。1994年，味王臺北廠榮獲ISO 9002認證。1996年，味王與印尼三安集團簽約成立合資公司「P.T. Ve Wong Budi Indonesia」生產味精。1996年5月，味王三重廠停產，味王與日本藤森工業成立合資公司「森美工業股份有限公司」生產包裝材料。1997年10月，味王組織架構分成食品事業部、貿易事業部、汽車事業部、營建事業部、綜合區開發事業部，味王與日本東洋水產簽訂技術協助及業務合作協議，冠軍股份有限公司申請之新竹市「冠軍工商綜合區開發案」獲得中華民國內政部開發許可。1997年12月6日，味王成為大發汽車臺灣總經銷。1998年1月，味王豐田廠榮獲ISO 9002認證。1998年5月，味王投資成立「王慶汽車股份有限公司」（簡稱「王慶汽車」），經銷速霸陸汽車。1998年8月，P.T. Ve Wong Budi Indonesia開始生產味精。

### 土地開發
2000年7月14日，冠軍股份有限公司終止「冠軍工商綜合區開發案」。2001年4月30日，王慶汽車結束營業。2001年6月，味王決定放棄大發汽車臺灣經銷權。2002年1月，味王豐田廠製麵組L-6榮獲食品GMP標誌。2002年4月，味王豐田廠榮獲2000年版ISO 9001認證。2003年，味王成立「臺味股份有限公司」與「味冠股份有限公司」，味王與新光合成纖維及恆昌開發共同標得財政部國有財產局土地地上權開發興建的臺北市信義區豪宅大樓「臺北花園」（Taipei Garden）完工。2004年，味王連續三年榮獲中華民國國防部福利總處「福利品供應優良廠商」。2004年8月，味王在泰國投資成立「暹邏酒精出口股份有限公司」（簡稱「暹邏酒精」），味王持股49%，跨足生質能源事業。2005年，味王董事會全體出席董事決議，臺北市士林區蘭雅段原「王慶汽車修護場」開發為住辦混合大樓，「由本公司自行投資興建及銷售」。2006年7月，味王豐田廠七大類產品（醬油、速食麵、調理快餐、罐裝飲料、速食湯、味精、調味料）通過經濟部標準檢驗局ISO 22000（ISO 9001與HACCP）食品安全管理系統驗證；同年，味王與孔敬糖業集團及柬埔寨人士合作，在柬埔寨戈公省取得兩萬公頃土地，成立「國光農產業有限公司」（Koh Kong Plantation Co., Ltd.）與「國光糖業有限公司」（Koh Kong Sugar Industry Co., Ltd.），以種植甘蔗與製造蔗糖。2007年，味王清算認列合資公司「P.T. Ve Wong Budi Indonesia」虧損新臺幣1億餘元。2008年10月7日，味王與暹邏酒精部分股東及「暹邏煤汽有限公司」（Siamgas and Petrochemicals Public Company Limited；簡稱「暹邏煤汽」）達成協議，味王售予暹邏酒精股權予暹邏煤汽，味王正式退出暹邏酒精；同年，味王以原王慶汽車修護場開發興建之資訊服務業大樓「天母樂活」完工。

## 事件
- 2014年9月5日，衛生福利部調查結果顯示，味王之「咖哩牛肉調理包」、「咖哩豬肉調理包」、「咖哩雞肉調理包」皆使用強冠企業「全統香豬油」作為生產原料；味王員工爆料，味王決策高層在餿水油事件爆發的第一時間下令其主管不得對外張揚[6]。此後，味王經營團隊發表澄清聲明致歉，並同意予以退回或更換前述問題產品。[7]

## 外部連結
- 味王股份有限公司（页面存档备份，存于）
- 西貢味王責任有限公司[永久]
- 泰味王有限公司（页面存档备份，存于）
- 格林全食物股份有限公司（页面存档备份，存于）
- 森美工業股份有限公司（页面存档备份，存于）
- 60週年活動網站
- 小王子愛塗鴉活動網站（页面存档备份，存于）
- 小王子生活屋臉書（页面存档备份，存于）